# Karolina-szigeteki szalangána
A Karolina-szigeteki szalangána (Aerodramus inquietus) a madarak (Aves) osztályának sarlósfecske-alakúak (Apodiformes) rendjébe, ezen belül a  sarlósfecskefélék (Apodidae) családjába tartozó faj.

## Rendszerezése
A fajt Heinrich von Kittlitz német zoológus és  ornitológus írta le 1858-ban, a Cypselus nembe Cypselus inquietus néven. Korábban szerepelt a Collocalia nemben, Collocalia inquieta néven is.

## Alfajai
- Aerodramus inquietus rukensis (Kuroda, 1915) - Yap ás Chuuk
- Aerodramus inquietus ponapensis (Mayr, 1935) - Pohnpei
- Aerodramus inquietus inquietus (Kittlitz, 1858) - Kosrae [2]

## Előfordulása
A Karolina-szigeteken, Palau és Mikronéziai Szövetségi Államok területén honos. Természetes élőhelyei a szubtrópusi és trópusi síkvidéki esőerdők, barlangok közelében. Állandó, nem vonuló faj.

## Megjelenése
Testhossza 11 centiméter.

## Természetvédelmi helyzete
Az elterjedési területe nem nagy, egyedszáma  viszont stabil. A Természetvédelmi Világszövetség Vörös listáján nem fenyegetett fajként szerepel.